# Red Castle

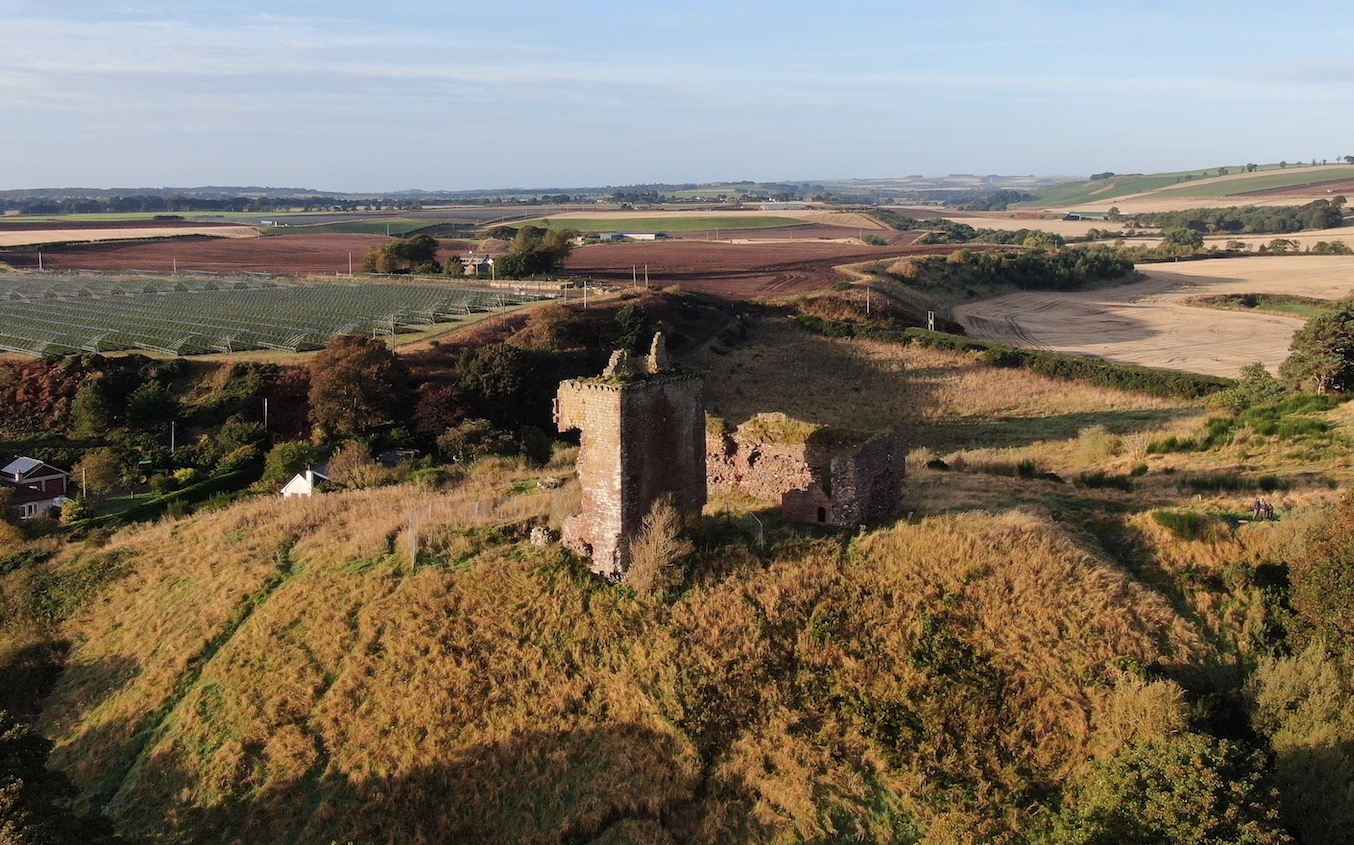
Red Castle.

Red Castle är en borgruin i Angus i Skottland. Ruinen är belägen drygt sex kilometer sydväst om Montrose. Red Castle uppfördes i slutet av 1100-talet på initiativ av Vilhelm Lejonet till försvar mot invaderande vikingar. Borgen är sedan 1700-talet en ruin.